# أوجين يونسكو
يوجين يونسكو (بالفرنسية: Eugène Ionesco) ( 26 نوفمبر 1909 - 29 مارس 1994) هو مؤلف مسرحي روماني-فرنسي يعد من أبرز مسرحيي مسرح اللامعقول، بالإضافة إلى السخرية من عبثية أوضاع الحياة ، فإن مسرحيات يونسكو تصف وحدة الإنسان وانعدام الغاية في الوجود الإنساني.
ولد يونسكو في رومانيا لأب روماني وأم فرنسية وتنقل بحياته بين رومانيا وفرنسا. عام 1970 أصبح عضوا في أكاديمية اللغة الفرنسية.

## السيرة الذاتية
ولد يونسكو في سلاتينا، رومانيا، لأب روماني ينتمي إلى الكنيسة الأرثوذكسية المسيحية وأم ذات أصول فرنسية ورومانية، وكانت من أتباع المذهب البروتستانتي (العقيدة التي ولد عليها أبيها وتحولت إليها والداتها التي كانت في الأصل مسيحية تتبع الكنيسة اليونانية الأرثوذكسية). يوجين نفسه تم تعميده وفقاً
لعقيدة المسيحية الأرثوذكسية. العديد من المصادر تشير إلى إن 1912 هي السنة التي ولد فيها، وهذا الخطأ حدث بسبب رغبة يوجين نفسه أن تتزامن سنة ميلاده مع السنة التي توفي فيها الكاتب المسرحي الروماني كاراجياله، الذي كان مثله الأعلى.
أمضى يوجين معظم فترة طفولته في فرنسا، وفي تلك الفترة تعرض لتجربة زعم أنها غيرت نظرته للعالم بشكل جذري. يصف Deborah B. Gaensbauer في كتابه Eugène Ionesco Revisited قائلاً «السير صيفاً تحت أشعة الشمس في قرية تكتسي باللون الأبيض وذات سماء شديدة الزرقة، جعل يونسكو شديد التأثر بهذا النور»  حيث وجد نفسه وبشكل مفاجيء تحت سطوة نورانية شديدة، وكأنما أنه كان يطفو فوق الأرض مع إحساس بالسعادة الغامرة. وعندما «عاد» إلى الأرض وتركه «النور»، رأى أن عالمنا الذي نعيش فيه مقارنه مع مارأه كان مليئاً بالانحلال والفساد والأعمال التي تتكرر بإستمرار بلا إي معنى. وتزامن ذلك مع اكتشاف حقيقة أن الموت يأخذ الجميع في نهاية المطاف. الكثير من أعمال يونسكو في الفترة الأخيرة، كانت تعكس هذا المنظور، حيث كان يُعبر عن إشمئزازئه من هذا العالم المادي وعدم ثقته في التواصل الاجتماعي، وأحساس شديد بأن عالماً أفضل من عالمنا هذا خارج متناول أيدينا. أصداء هذه التجربة يمكن ملاحظتها الإشارات والمواضيع التي تتخلل أكثر أعماله أهمية: شخصيات تتوق للوصول إلى «مدينة الأضواء» (القاتل, الكراسي) أو محاولات الوصول إلى ماوراء هذا العالم (السائر في الهواء)؛ شخصيات تمتلك القدرة على الطيران (السائر في الهواء، أميديه، ضحايا الواجب)؛ ابتذال العالم وتفاهته والذي غالباً مايؤدي للشعور بالاكتئاب (شخصية بيرينجيه من مسرحية الخرتيت)؛ نشوة إظهار الجمال وتكشفه ضمن إطار متشائم (أميديه, الكراسي, شخصية بيرينجيه)؛ وحتمية الموت (الملك يحتضر)
عاد يوجين إلى رومانيا مع والديه في عام 1925 عقب طلاقهما. وإلتحق بكلية القديس سافا الوطنية، بعد ذلك قام بدراسة الأدب الفرنسي في جامعة بوخارست بين عامي 1028 و 1933 مماجعله مؤهلاً كمعلم لغة فرنسية. وبينما كان هناك قابل كلاً من إميل سيوران وميرتشا إلياده وأصبح هولاء الثلاثة أصدقاء مدى الحياه.
في عام 1936 تزوج يونسكو من روديكا بوريلانو. وأنجبنا أبنتهم الوحيدة والتي كتب من أجلها يونسكو العديد من قصص الأطفال غير التقليدية. عاد مع عائلته إلى فرنسا في عام 1938 لإكمال أطروحة الدكتوراه. عقب اندلاع الحرب العالمية الثانية أضطر للعودة إلى رومانيا، ثم غير رأيه وتمكن بمساعدة بعض الأصدقاء من الحصول على بعض التصاريح التي تمكنه من العودة لفرنسا مجدداً في 1942، وبقي هنالك حتى أنتهت الحرب، مقيماً في مدينة مارسيليا لينتقل مع عائلته بعد ذلك للعيش في باريس عقب تحريرها.
أصبح يونسكو عضواً في الأكاديمية الفرنسية عام 1970. كما أنه حصل على العديد من الجوائز بما فيها جائزة مهرجان السياحة للأفلام عام 1959؛ جائزة إيطاليا، 1963؛ جائزة المسرح لجمعية المؤلفين، 1966، الجائزة الوطنية الكبرى للمسرح، 1969؛ جائزة موناكو الكبرى، 1969؛ جائزة الدولة النمساوية للأدب الأوروبي، 1970؛ جائزة القدس، 1973؛ والدكتوراه الفخرية من جامعة نيويورك بالإضافة لكل من جامعة لوفان، ورك وتل أبيب. توفي يوجين يونسكو عن عمر 84 في يوم 28 مارس من عام 1994 وتم دفنه في مقبرة مونبارناس الواقعة في باريس.[بحاجة لمصدر] في 2009، قامت الأكاديمية الرومانية بمنح عضوية مابعد الوفاة ليونسكو.

## مسيرته الأدبية

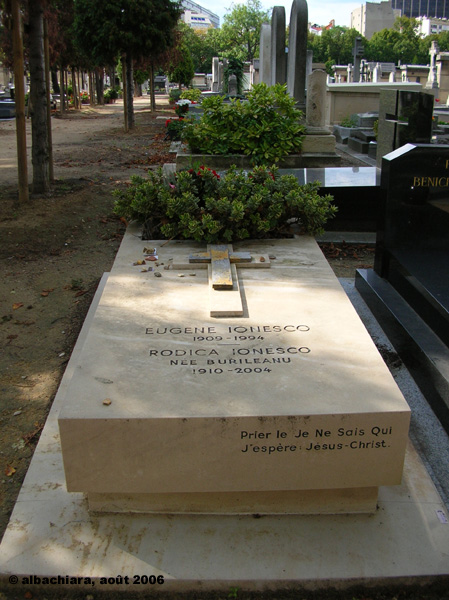
قبر يونسكو في مقبرة مونبارناس، باريس. ترجمة النقش المحفور: صلاة لمن لاأعلم من يكون: أتمنى أنه يسوع المسيح

### الكتابة بالرومانية
على الرغم من كونه أشتهر ككاتب مسرحي، لم تكن المسرحيات هي أول مجال خاضه. حيث بدأ بكتابة الشعر والنقد، ونُشرت أعماله في عدة صحف رومانية. اثنان من أول كتاباته كانت Nu، وهو كتاب ينتقد فيه يوجين العديد من الكتاب الآخرين، بمن في ذلك شعراء رومانيون بارزون، والكتاب الثاني هو Hugoliade
(الحياة الغريبة والمأسوية لفكتور هوغو) وهو سيرة هجائية تسخر من مكانة فكتور هوغو كواحد من أعظم شخصيات الأدب الفرنسي. في كتاب Hugoliade يعيد يونسكو إخبارنا وبشكل مبالغ فيه عن أكثر الفترات بشاعة من حياة هوغو ويتضمن الكتاب الكثير من السمات التي تصبح من العلامات البارزة في أسلوب يونسكو: الشخصية الإستيدادية المثيرة للسخرية، وخواء اللغة وعدم جدواها في التعبير.

### أصول مسرحيته الأولى
على نهج صموئيل بيكيت، لم يبدأ يونسكو في كتابة المسرحيات إلا في وقت متأخر؛ أول مسرحياته والتي كانت بعنوان (المغنية الصلعاء لم ترى النور إلا عام 1948، وعُرضت لأول مرة على المسرح عام 1950 بالعنوان الإنجليزي The Bald Soprano). في عمر الأربعين، قرر يونسكو تعلم الإنجليزية عن طريق كتب دار النشر الفرنسية آسيميل، وكان يقوم بنسخ الجمل بحرص ووعي شديد لكي يقوم بحفظها. وبينما كان يعيد قراءة هذه الجمل، أكتشف أنه لم يكن بصدد تعلم الإنجليزية، بل تكشفت له بعض الحقائق المذهلة مثل أن هنالك سبعة أيام في الأسبوع، وأن السقف يكون في الأعلى والأرضية تكون في الأسفل؛ وهي أشياء كان يعلمها مسبقاً، لكن الذي أصابه بالدهشة أنه رغم كون هذه الأمور حقائق لا تقبل الجدال إلا أنها تسبب الغباء وتعطل التفكير.
وإزدادت حدة هذا الشعور في كتابته للشخصيات التي عرفت بـ«السيد والسيدة سميث». حيث أن السيدة سميث وبينما يكون زوجها مدهوشاً، تقوم بإخباره أن لديهم عدة أطفال، وأنهم يعيشون بجوار لندن، وأن شهرتهم هي سميث، وأن وظيفة السيد سميث هي كاتب، وأن لدبهم خادمة، وهذه الخادمة إنجليزية مثلهم وأسمها ماري. والمميز في السيدة سميث حسب قول يونكسو، هي منهجيتها الواضحة في إطار سعيها للحقيقة. بالنسبة لليونسكو، فإن الكليشيهات والبديهيات التي عادة ماتستخدم لبدء الأحاديث تتفكك وتتحلل إلى
مواد كاريكاتورية محمومة وساخرة حيث تتفكك اللغة نفسها إلى قطع غير متصلة من الكلمات. قرر يونسكو فيما بعد تحويل هذه التجربة إلى مسرحية، وأطلق عليها المغنية الصلعاء، والتي تم عرضها على المسرح لأول مرة عام 1950 وكانت من إخراج نيكولا باتاي. لاقت المسرحية آنذاك فشلاً ذريعاً ولم تنل شهرتها إلا حين قام بعض الكتاب والنقاد بالثناء عليها ومن هولاء كان جان أنويه وريمون كينو.

### أوائل مسرحياته
تعتبر أعمال يونسكو المسرحية المبكرة، الأكثر ابتكاراً، سواء كانت من فصل واحد أو تلك التي تتكون من عدة مشاهد هزلية ممتدة: المغنية الصلعاء تُرجمت إلى المغنية الصلعاء (كتبت عام 1948)، 'Jacques ou la soumission تُرجمت إلى جاك, أو الإمتثال (1950)، الاجازة ‏ تُرجمت إلى الدرس (1950)، Les Salutions تُرجمت إلى التحيات (1950)، Les Chaises تُرجمت إلى الكراسي (1951)، L'Avenir est dans les oeufs تُرجمت إلى المستقبل في البيض (1951)، Victimes du Devoir تُرجمت إلى ضحايا الواجب (1952) وأخيراً Le Nouveau Locataire والتي تُرجمت إلى المستأجر الجديد (1953).
هذه الأعمال العبثية، التي وصفها يونسكو بأنها «نقيض-مسرحية» (anti-pièce بالفرنسية) حيث أنها تعبر عن المشاعر المعاصرة من حيث العزلة واستحالة وعدم جدوى التواصل وذلك في قالب هزلي سيريالي، يسخر فيه يونسكو من الانسياق خلف البرجوازية وكل أشكال المسرح التقليدية. ففي كل هذه الأعمال يرفض يونسكو الاعتماد على حبكة القصة التقليدية كأساس لمسرحياته، وبدلاً من ذلك يستمد الحبكة الدرامية من الإيقاعات المتسارعة و/أو التكرارات الدورية. وبذلك يتجاهل سيكولوجية وترابط الحوارات المتعارف عليها، وبالتالي تظهرالشخصيات التي فقدت إنسانيتها لصالح الالآت، أشبه ماتكون بالدمى التي تتحدث بلا منطق. تصبح اللغة ركيكة ومفككة، حيث تكتسب الكلمات والأشياء المادية حياتها الخاصة بها، وتقوم بإكتسساح الشخصيات شيئاً فشيئاً مما يولد إحساس بالخطر.

### مسرحياته الطويلة
تُرجمت مسرحية Tueur sans gages بعنوان القاتل (عام 1959؛ وهي ثاني مسرحياته الطويلة، بينما كانت الأولى أميديه عام 1954)، بدأ يونيسكو في إستكشاف حالات دراماتيكية أكثر ثباتاً وتضم شخصيات أكثر إنسانية. وهو مانلاحظه في شخصية بيرينجيه، وهي شخصية أساسية في العديد من مسرحياته، وآخرها Le Piéton de l'air والتي تمت ترجمتها إلى السائر في الهواء.
حيث كانت شخصية بيرينجيه أقرب ماتكون شبه سيرة ذاتية يعبر من خلالها يونسكو عن مدى تعجبه وتألمه من غرائبية الواقع الذي يحيط به. حيث كان بيرينجيه ساذجاً بشكل هزلي، سرعان مايتحصل على تعاطف الجمهور. في مسرحية القاتل يواجه الموت في شخصية القاتل المتسلسل. بينما في مسرحية الخراتيت نجده يشاهد أصدقائه وهم يتحولون الواحد تلو الآخر إلى خراتيت ليجد نفسه في نهاية المطاف يقف وحيداً دون إي تغيير يمسه من هذه الحركة الجماعية. في هذه المسرحية يعبر يونسكو وبشدة عن مدى رعبه من الانسياق خلف الأيديولوجيات، وذلك عقب علو شأن الحرس الحديدي الفاشي في رومانيا في فترة الثلاثينيات من القرن العشرين. يظهر بيرينجيه في مسرحية Le Roi se meurt التي تُرجمت إلى الملك يحتضر عام (1962) بشخصية الملك بيرينجيه الأول، حيث نشاهد صراعه مع الموت كإنسان بسيط وليس كملك.

### أعماله اللاحقة
لم تحظى أعمال يونسكو الأخيرة على نفس الإقبال والاهتمام الذي كان لإعماله السابقة. وهذا يشمل
La Soif et la faim ‏ والتي تُرجمت إلى الجوع والعطش (1966)، Jeux de massacre (1971) و Macbett (1972, وهي اقتباس حر لمسرحية شكسبير الشهيرة ماكبث) و Ce formidable bordel (1973)
كما كتب يونسكو رواية الوحيدة، الناسك ، خلال هذه الفترة اللاحقة من حياته. والتي نشرت لأول مرة في عام 1975.
عدا كتابته ليبريتو أوبرا ماكسيميليان كولب (والتي ألفها دومينيك بروبست) وقد تم عرضها وأدائها في خمس دول، وتم تصويرها لتُعرض على شاشات التلفاز وسُجلت على أقراص مدمجة، فإن يونسكو لم يكتب شيئاً للمسرح بعد Voyage chez les morts عام 1981. مع ذلك، مازالت La Cantatrice chauve تُعرض على مسرح Théâtre de la Huchette  إلى يومنا هذا، منذأن تم نقلها عام 1952. وتحمل رقماً قياسياً كونها أكثر مسرحية تُعرض بإستمرار على نفس المسرح لمدة طويلة.

### كتاباته النظرية
مثلما فعل كلا من شو وبريخت، نجد أن يونسكو ساهم أيضا في المسرح عن طريق بعض الأعمال (Wellwarth، 33). حيث كتب كمحاولة منه لتصحيح فهم النقاد الخاطئ لأعماله وأنهم قد أثروا بذلك على الجمهور. وفي هذا الصدد، أوضح يونسكو عدة طرق يعتقد أنها قد تساهم في إصلاح المسرح المعاصر (Wellwarth, 33). ويعتبر كتاب ملاحظات وملاحظات مضادة تجميع لكتابات يونسكو، التي تحوي تأملاته وأفكاره حيث يخبرنا لماذا أختار الكتابة للمسرح وكما تحتوي أيضاً رده المباشر على نقاده المعاصرين.
في القسم الأول، والذي كان بعنوان «تجربة المسرح»، يقول يونسكو أنه كان يكره الذهب للمسارح في طفولته «لإنه لم يكن يشعر بإي متعة وأن مايعرض لم يكن يلامسه» (يونسكو، 15). وكتب أن المشكلة مع المسرح الواقعي تكمن في كونه أقل إثارة للاهتمام من المسرح الذي يعتمد على «الحقيقة التخيلية»، والتي يظن أنها مثيرة للاهتمام وأكثر حرية من الحقائق الضيقة التي تُقدم بواقعية شديدة الصرامة (يونسكو، 15). ويرى أن «الدراما التي تستند على مؤثرات بسيطة ليست بالضرورة دراما مُبسطة» (يونسكو، 28).  ملاحظات وملاحظات مضادة أعاد فتيل الحرب الكلامية بين كلا من يونسكو وكينيث تينان استنادا إلى معتقدات يونسكو المذكورة أعلاه وكراهيته لأعمال بريخت وبريشتيان المسرحية.

## قائمة مسرحياته
| - المغنية الصلعاء (1950) - التحيات (1950) - الدرس (1951) - معرض السيارات (1951) - الكراسي (1952) - القائد (1953) - ضحايا الواجب (1953) - فتاة للزواج (1953) - أميديه، أو كيف تتخلص منه (1954) - جاك ، أو الإمتثال (1955) - المستأجر الجديد (1955) - اللوحة (1955) - Improvisation (1956) - The Foot of the Wall (1956) - المستقبل في البيض (1957) - القاتل (1958) - مشاجرة رباعية (1959) - الخراتيت (1959) | - تعلم المشي (1960) - Frenzy For Two, or More (1962) - الملك يحتضر (1962) - السائر في الهواء (1962) - الجوع والعطش (1964) - The Hard Boiled Egg (1966) - The Oversight (1966) - The Mire (1966) - The Killing Game aka Here Comes a Chopper (1970) - The Duel (1971) - Double Act (1971) - ماكبث (1972) - Oh, What a Bloody Circus aka A Hell of a Mess (1973) - ذو الحقائب (1977) - زيارة الموتى (1980) - The Viscount (unfinished) |

## روابط خارجية
- أوجين يونسكو على موقع أرشيف الشارخ.
- أوجين يونسكو على موقع IMDb (الإنجليزية)
- أوجين يونسكو على موقع الموسوعة البريطانية (الإنجليزية)
- أوجين يونسكو على موقع مونزينجر (الألمانية)
- أوجين يونسكو على موقع ألو سيني (الفرنسية)
- أوجين يونسكو على موقع أول موفي (الإنجليزية)
- أوجين يونسكو على موقع قاعدة بيانات برودواي على الإنترنت (الإنجليزية)
- أوجين يونسكو على موقع قاعدة بيانات الأفلام السويدية (السويدية)
- أوجين يونسكو على موقع إن إن دي بي (الإنجليزية)
- أوجين يونسكو على موقع قاعدة بيانات الفيلم (الإنجليزية)